# 劉孝生
劉孝生（リウ・シャオシェン、1988年1月15日 - ）は中国の男子陸上競技選手。専門は短距離走。広東省潮州市の饒平県出身。
2008年にドーハで開催されたアジア室内陸上競技選手権大会で400mで優勝しており、同年の北京オリンピックに出場しているが、思うような結果が出せず1次予選で最下位で敗退した。
2009年にアジア陸上競技選手権大会に出場し、400mで金メダルを獲得、4×100mでも銀メダルを獲得した。

## 記録
- 400m - 45秒79（2007年）